# James C. Collins
James C. "Jim" Collins (1958) é um pesquisador, escritor de não-ficção, palestrante e consultor americano, especializado em gestão de negócios, sustentabilidade e crescimento de empresas. Entre seus clientes está o empresário brasileiro Abilio Diniz.

## Biografia
Jim Collins é bacharel em Ciências Matemáticas pela Stanford University, e MBA pela Stanford Graduate School of Business. Trabalhou 18 meses como consultor da McKinsey & Company. Depois foi gerente de produtos da Hewlett-Packard.
Jim Collins iniciou sua carreira de pesquisa e ensino no corpo docente da Stanford University's Graduate School of Business, onde recebeu o Prêmio Distinguished Teaching em 1992. Em 1995, ele fundou um laboratório de administração em Boulder, Colorado, onde agora realiza pesquisas e ensina executivos dos setores corporativo e social. Durante esse período, Jim Collins atuou como executivo sênior na CNN International e também trabalhou com organizações do setor social, tais como: Johns Hopkins School of Medicine, a Girl Scouts of the USA, a Leadership Network of Churches, a American Association of K-12 School Superintendents e o Corpo de Fuzileiros Navais dos EUA.[carece de fontes?]

## Vida Pessoal
Jim Collins é casado com a ex-triatleta Joanne Ernst, vencedora do Ironman de 1985.

## Obra

### Pesquisa e Escrita
Collins é autor ou co-autor de seis livros com base em sua pesquisa, incluindo os clássicos:
- Built to Last: Successful Habits of Visionary Companies
- Good to Great
- Great by Choice
- How the Mighty Fall: And Why Some Companies Never Give In

Built to Last faz parte da lista dos mais vendidos da Business Week há mais de seis anos e já foi traduzido para 25 idiomas.
Good to Great, que trata "sobre os fatores comuns a essas poucas empresas (...) que sustentam um sucesso notável por um substancial período", ficou um bom tempo nas listas de best-sellers do New York Times, Wall Street Journal e Business Week, vendendo mais de 2,5 milhões de cópias e sendo traduzido para 32 idiomas.[carece de fontes?]
Seu livro mais recente é Great by Choice.
Antes disso, ele escreveu How the Mighty Fall: And Why Some Companies Never Give In.
Collins escreve para a Harvard Business Review, Business Week, Fortune e outras publicações.

### Consultoria
Jim Collins também é palestrante, consultor e líder de seminário.